# Julián Valcárcel
Julíán Valcárcel (Albacete, 3 de abril de 1966) es un actor español.

## Biografía
Natural de Albacete (1966), se licenció en Derecho en la Universidad Complutense en 1991 y ha ejercido la profesión de abogado en Madrid desde 1994 hasta 2024.  Su afición por la interpretación se remonta a sus años de enseñanza secundaria en España, Irlanda y Estados Unidos.  En 1980 inició su formación como actor al integrar, junto con otros compañeros del Instituto Tomás Navarro Tomás   la primera promoción del grupo de teatro del mismo nombre.  A pesar de haber interpretando pequeños papeles en largometrajes españoles, no fue sino después de haber sido seleccionado para un papel protagonista en el anuncio publicitario navideño de Loterías de 2014, que tuvo la oportunidad de iniciar una carrera profesional como actor.  Desde entonces ha interpretado diversos papeles secundarios en largometrajes y series de televisión a la vez que ha mantenido su presencia en la escena teatral madrileña.

## Filmografía

### Largometrajes
- Cerdita  (Carlota Pereda), 2022
- Modelo 77 (Alberto Rodríguez), 2022
- Conducta animal (Miguel Romero), 2018
- Que baje Dios y lo vea (Curro Velázquez) 2017
- Una mañana cualquiera (Miguel Martí), 2015
- Las brujas de Zugarramurdi (Álex de la Iglesia), 2013
- La Montaña Rusa (Emilio Martínez-Lázaro), 2013
- Todos estamos invitados (Manuel Gutiérrez Aragón), 2008

### Teatro
- La venganza del Señor Pellicer (Martín Garrido Ramis) – Dir. Martín Garrido Ramis. (2019-2020)
- La carta perdida (Ana Graciani) - Dir. Ana Graciani. 2016 -2018
- Iceberg (Joaquín Pérez Suárez) - Dir. Joaquín P. Suárez. 2017

### Series de televisión
- Mía es la venganza, de Mediaset España (2023) César.
- Servir y proteger, de TVE.  (2022).  Enrique.
- 30 monedas, de HBO España (2020-2021)  Ernesto.
- Caronte, de Mediaset España (2020) José.
- Capítulo 0, de Movistar+ (2018) Señor Bañera.
- La que se avecina, de Mediaset España (2016) Fiscal.